# UEFA Europa League 2017–18
UEFA Europa League 2017–18 là giải đấu cao thứ nhì lần thứ 47 cho các câu lạc bộ châu Âu do UEFA tổ chức, và là mùa giải thứ chín kể từ khi UEFA Cup được đổi tên thành UEFA Europa League.
Manchester United đủ điều kiện cho UEFA Champions League 2017–18 với tư cách là đương kim vô địch Europa League.
Chung kết UEFA Europa League 2018 sẽ diễn ra ở Parc Olympique Lyonnais tại Décines-Charpieu, Pháp.
Đội vô địch được trực tiếp tham gia vòng bảng UEFA Champions League 2018–19, và sẽ đá cùng nhà vô địch UEFA Champions League 2017–18 tại Siêu cúp châu Âu 2018.
Atletico Madrid đã giành chức vô địch sau khi đánh bại Olympique de Marseille 3-0 trong trận chung kết.

## Vòng và ngày bốc thăm
Lịch thi đấu của giải đấu như sau (Tất cả các lễ bốc thăm đều tổ chức tại trụ sở UEFA tại Nyon, Thụy Sĩ, trừ khi được nêu rõ).
| Giai đoạn               | Vòng               | Ngày bốc thăm                | Lượt đi                                                           | Lượt về                                                           |
| ----------------------- | ------------------ | ---------------------------- | ----------------------------------------------------------------- | ----------------------------------------------------------------- |
| Vòng loại               | Vòng loại thứ nhất | 19 tháng 6 năm 2017          | 29 tháng 6 năm 2017                                               | 6 tháng 7 năm 2017                                                |
| Vòng loại               | Vòng loại thứ hai  | 19 tháng 6 năm 2017          | 13 tháng 7 năm 2017                                               | 20 tháng 7 năm 2017                                               |
| Vòng loại               | Vòng loại thứ ba   | 14 tháng 7 năm 2017          | 27 tháng 7 năm 2017                                               | 3 tháng 8 năm 2017                                                |
| Play-off                | Vòng Play-off      | 4 tháng 8 năm 2017           | 17 tháng 8 năm 2017                                               | 24 tháng 8 năm 2017                                               |
| Vòng bảng               | Ngày thi đấu thứ 1 | 25 tháng 8 năm 2017 (Monaco) | 14 tháng 9 năm 2017                                               | 14 tháng 9 năm 2017                                               |
| Vòng bảng               | Ngày thi đấu thứ 2 | 25 tháng 8 năm 2017 (Monaco) | 28 tháng 9 năm 2017                                               | 28 tháng 9 năm 2017                                               |
| Vòng bảng               | Ngày thi đấu thứ 3 | 25 tháng 8 năm 2017 (Monaco) | 19 tháng 10 năm 2017                                              | 19 tháng 10 năm 2017                                              |
| Vòng bảng               | Ngày thi đấu thứ 4 | 25 tháng 8 năm 2017 (Monaco) | 2 tháng 11 năm 2017                                               | 2 tháng 11 năm 2017                                               |
| Vòng bảng               | Ngày thi đấu thứ 5 | 25 tháng 8 năm 2017 (Monaco) | 23 tháng 11 năm 2017                                              | 23 tháng 11 năm 2017                                              |
| Vòng bảng               | Ngày thi đấu thứ 6 | 25 tháng 8 năm 2017 (Monaco) | 7 tháng 12 năm 2017                                               | 7 tháng 12 năm 2017                                               |
| Vòng đấu loại trực tiếp | Vòng 32 đội        | 11 tháng 12 năm 2017         | 15 tháng 2 năm 2018                                               | 22 tháng 2 năm 2018                                               |
| Vòng đấu loại trực tiếp | Vòng 16 đội        | 23 tháng 2 năm 2018          | 8 tháng 3 năm 2018                                                | 15 tháng 3 năm 2018                                               |
| Vòng đấu loại trực tiếp | Tứ kết             | 16 tháng 3 năm 2018          | 5 tháng 4 năm 2018                                                | 12 tháng 4 năm 2018                                               |
| Vòng đấu loại trực tiếp | Bán kết            | 13 tháng 4 năm 2018          | 26 tháng 4 năm 2018                                               | 3 tháng 5 năm 2018                                                |
| Vòng đấu loại trực tiếp | Chung kết          | 13 tháng 4 năm 2018          | 16 tháng 5 năm 2018 tại Parc Olympique Lyonnais, Décines-Charpieu | 16 tháng 5 năm 2018 tại Parc Olympique Lyonnais, Décines-Charpieu |

## Đội
The labels in the parentheses show how each team qualified for the place of its starting round:
- CW: Cup winners
- 2nd, 3rd, 4th, 5th, 6th, etc.: Vị trí trên bảng xếp hạng
- LC: Đương kim vô địch League Cup
- RW: Regular season winners
- PW: End-of-season European competition play-offs winners
- UCL: Từ UEFA Champions League
  - GS: Vị trí thứ ba ở vòng bảng
  - PO: Thua ở vòng play-off
  - Q3: Thua ở vòng loại thứ ba

| Round of 32                 | Round of 32                   | Round of 32                 | Round of 32                  |
| --------------------------- | ----------------------------- | --------------------------- | ---------------------------- |
| CSKA Moscow (UCL GS)        | Atlético Madrid (UCL GS)      | Spartak Moscow (UCL GS)     | RB Leipzig (UCL GS)          |
| Celtic (UCL GS)             | Sporting CP (UCL GS)          | Napoli (UCL GS)             | Borussia Dortmund (UCL GS)   |
| Group stage                 |                               |                             |                              |
| Villarreal (5th)            | Vitória de Guimarães (4th)    | Lugano (3rd)                | İstanbul Başakşehir (UCL PO) |
| Real Sociedad (6th)         | Lyon (4th)                    | Fastav Zlín (CW)            | Young Boys (UCL PO)          |
| 1. FC Köln (5th)            | Lokomotiv Moscow (CW)         | Copenhagen (UCL PO)         | Nice (UCL PO)                |
| Hertha BSC (6th)            | Zorya Luhansk (3rd)           | Slavia Prague (UCL PO)      | 1899 Hoffenheim (UCL PO)     |
| Arsenal (CW)                | Zulte Waregem (CW)            | Rijeka (UCL PO)             | FCSB (UCL PO)                |
| Atalanta (4th)              | Vitesse (CW)                  | Astana (UCL PO)             |                              |
| Lazio (5th)                 | Konyaspor (CW)                | Hapoel Be'er Sheva (UCL PO) |                              |
| Play-off round              |                               |                             |                              |
| BATE Borisov (UCL Q3)       | Rosenborg (UCL Q3)            | Sheriff Tiraspol (UCL Q3)   | Dynamo Kyiv (UCL Q3)         |
| Legia Warsaw (UCL Q3)       | Ludogorets Razgrad (UCL Q3)   | Partizan (UCL Q3)           | AEK Athens (UCL Q3)          |
| FH (UCL Q3)                 | Viitorul Constanța (UCL Q3)   | Viktoria Plzeň (UCL Q3)     | Club Brugge (UCL Q3)         |
| Vardar (UCL Q3)             | Red Bull Salzburg (UCL Q3)    | Ajax (UCL Q3)               |                              |
| Third qualifying round      |                               |                             |                              |
| Athletic Bilbao (7th)       | Bordeaux (6th)                | PSV Eindhoven (3rd)         | CS U Craiova (5th)[Note ROU] |
| SC Freiburg (7th)           | Zenit Saint Petersburg (3rd)  | Fenerbahçe (3rd)            | Austria Wien (2nd)           |
| Everton (7th)               | Krasnodar (4th)               | Sion (4th)                  | Dinamo Zagreb (2nd)          |
| Milan (6th)                 | Olimpik Donetsk (4th)         | Sparta Prague (3rd)         | Arka Gdynia (CW)             |
| Braga (5th)                 | FC Oleksandriya (5th)         | PAOK (CW)                   |                              |
| Marítimo (6th)              | Gent (3rd)                    | Panathinaikos (3rd)         |                              |
| Marseille (5th)             | Oostende (PW)                 | Dinamo București (3rd)      |                              |
| Second qualifying round     |                               |                             |                              |
| Utrecht (PW)                | Panionios (5th)               | Apollon Limassol (CW)       | Bnei Yehuda (CW)             |
| Galatasaray (4th)           | Astra Giurgiu (6th)[Note ROU] | Dinamo Brest (CW)           | Brøndby (2nd)                |
| Luzern (5th)                | Sturm Graz (3rd)              | Östersund (CW)              | Aberdeen (2nd)               |
| Mladá Boleslav (4th)        | Hajduk Split (3rd)            | Brann (2nd)                 | Gabala (2nd)                 |
| First qualifying round      |                               |                             |                              |
| Rheindorf Altach (4th)      | Ordabasy (4th)                | VPS (4th)                   | Crusaders (2nd)              |
| Osijek (4th)                | Botev Plovdiv (CW)            | Široki Brijeg (CW)          | Coleraine (3rd)              |
| Jagiellonia Białystok (2nd) | Levski Sofia (3rd)            | Željezničar Sarajevo (2nd)  | Ballymena United (PW)        |
| Lech Poznań (3rd)           | Dunav Ruse (4th)[Note BUL]    | Sarajevo (3rd)              | Levadia Tallinn (2nd)        |
| AEK Larnaca (2nd)           | Domžale (CW)                  | Tirana (CW)                 | Nõmme Kalju (3rd)            |
| AEL Limassol (4th)          | Gorica (2nd)                  | Partizani Tirana (2nd)      | Flora Tallinn (4th)          |
| Shakhtyor Soligorsk (2nd)   | Olimpija Ljubljana (3rd)      | Skënderbeu Korçë (3rd)      | Shirak (CW)                  |
| Dinamo Minsk (3rd)          | Slovan Bratislava (CW)        | Pelister (CW)               | Gandzasar Kapan (2nd)        |
| AIK (2nd)                   | Ružomberok (3rd)              | Shkëndija (2nd)             | Pyunik (4th)                 |
| IFK Norrköping (3rd)        | Trenčín (4th)                 | Rabotnički (3rd)            | KÍ (CW)                      |
| Odd (3rd)                   | Vaduz (CW)                    | Cork City (CW)              | NSÍ Runavík (3rd)            |
| Haugesund (4th)             | Ferencváros (CW)              | Derry City (3rd)[Note IRL]  | B36 Tórshavn (4th)           |
| Maccabi Tel Aviv (2nd)      | Videoton (2nd)                | Shamrock Rovers (4th)       | Floriana (CW)                |
| Beitar Jerusalem (3rd)      | Vasas (3rd)                   | Ventspils (CW)              | Balzan (2nd)                 |
| Lyngby (3rd)                | Dacia Chișinău (2nd)          | Jelgava (2nd)               | Valletta (4th)[Note MLT]     |
| Midtjylland (PW)            | Milsami Orhei (3rd)           | Liepāja (4th)               | Bala Town (CW)               |
| Rangers (3rd)               | Zaria Bălți (4th)             | Differdange 03 (2nd)        | Connah's Quay Nomads (2nd)   |
| St Johnstone (4th)          | Valur (CW)                    | Fola Esch (3rd)             | Bangor City (PW)             |
| Inter Baku (3rd)            | Stjarnan (2nd)                | Progrès Niederkorn (4th)    | Lincoln Red Imps (2nd)       |
| Zira (4th)                  | KR (3rd)                      | Sutjeska Nikšić (CW)        | St Joseph's (3rd)            |
| Red Star Belgrade (2nd)     | Torpedo Kutaisi (CW)          | Zeta (2nd)                  | UE Santa Coloma (CW)         |
| Vojvodina (3rd)             | Chikhura Sachkhere (2nd)      | Mladost Podgorica (3rd)     | Sant Julià (2nd)             |
| Mladost Lučani (4th)        | Dinamo Batumi (3rd)           | Trakai (2nd)                | Tre Penne (CW)               |
| Kairat (2nd)                | SJK (CW)                      | Sūduva Marijampolė (3rd)    | Folgore (3rd)                |
| Irtysh Pavlodar (3rd)       | HJK (2nd)                     | Atlantas (4th)              | Prishtina (2nd)[Note KOS]    |

Ngoài ra có 2 đội ở giải nhưng không thi đấu ở hạng cao nhất của quốc gia đó, Tirana (Giải hạng 2 Albania) và Vaduz (đại diện cho Liechtenstein, chơi tại Giải hạng 2 Thụy Sĩ).
Ghi chú:
1. ^ Bulgaria (BUL): On ngày 29 tháng 5 năm 2017 a UEFA letter to the Bulgarian Football Union declared that CSKA Sofia, the runners-up of the 2016–17 First Professional Football League, were not allowed to compete in the Europa League as they were considered to have been re-formed as a new club and thus did not pass the "three-year rule".[7] As this decision was appealed by CSKA Sofia, the Bulgarian Football Union granted a license to them subject to legal proceedings.[8][9][10] A few hours prior to the Europa League first qualifying round draw, UEFA replaced them with Dunav Ruse, the fourth-placed team of the league.[11]
2. ^ Kosovo (KOS): Besa Pejë would have qualified for the Europa League first qualifying round as the winners of the 2016–17 Kosovar Cup, but failed to obtain a UEFA license.[12] As a result, the berth was given to the runners-up of the 2016–17 Football Superleague of Kosovo, Prishtina.
3. ^ Malta (MLT): Birkirkara would have qualified for the Europa League first qualifying round as the third-placed team of the 2016–17 Maltese Premier League, but failed to obtain a UEFA licence.[13] As a result, the berth was given to the fourth-placed team of the league, Valletta.
4. ^ Republic of Ireland (IRL): Derry City are a club based in Northern Ireland, but will participate in the Europa League through one of the berths for the Republic of Ireland (any coefficient points they earn count toward Republic of Ireland and not Northern Ireland).
5. ^ Romania (ROU): Voluntari would have qualified for the Europa League third qualifying round as the winners of 2016–17 Cupa României, and CFR Cluj would have qualified for the second qualifying round as the fourth-placed team of the 2016–17 Liga I, but both failed to obtain a UEFA licence.[14] As a result, the third qualifying round berth was given to the fifth-placed team of the league, CS U Craiova, and the second qualifying round berth was given to the sixth-placed team of the league, Astra Giurgiu.

## Vòng loại
Buổi bốc thăm vòng loại thứ nhất diễn ra vào lúc 13:00 CEST, tại trụ sở UEFA ở Nyon, Thụy Sĩ 

### Vòng loại 1
Lượt đi diễn ra vào ngày 29 tháng 6, còn lượt về diễn ra vào ngày 4 và 6 tháng 7, 2017.
| Đội 1                | TTS         | Đội 2                 | Lượt đi | Lượt về      |
| -------------------- | ----------- | --------------------- | ------- | ------------ |
| Maccabi Tel Aviv     | 5–0         | Tirana                | 2–0     | 3–0          |
| Mladost Lučani       | 0–5         | Inter Baku            | 0–3     | 0–2          |
| Shirak               | 2–4         | Gorica                | 0–2     | 2–2          |
| Shkëndija            | 7–0[A]      | Dacia Chișinău        | 3–0     | 4–0          |
| Trenčín              | 8–1         | Torpedo Kutaisi       | 5–1     | 3–0          |
| Kairat               | 8–1         | Atlantas              | 6–0     | 2–1          |
| Chikhura Sachkhere   | 1–2         | Rheindorf Altach      | 0–1     | 1–1          |
| Zira                 | 4–1         | Differdange 03        | 2–0     | 2–1          |
| Levski Sofia         | 3–1         | Sutjeska Nikšić       | 3–1     | 0–0          |
| Lech Poznań          | 7–0         | Pelister              | 4–0     | 3–0          |
| Beitar Jerusalem     | 7–3         | Vasas                 | 4–3     | 3–0          |
| Fola Esch            | 3–2         | Milsami Orhei         | 2–1     | 1–1          |
| Vojvodina            | 2–3         | Ružomberok            | 2–1     | 0–2          |
| Irtysh Pavlodar      | 3–0         | Dunav Ruse            | 1–0     | 2–0          |
| Mladost Podgorica    | 4–0         | Gandzasar Kapan       | 1–0     | 3–0          |
| Široki Brijeg        | 2–0[A]      | Ordabasy              | 2–0     | 0–0          |
| Partizani Tirana     | 1–4         | Botev Plovdiv         | 1–3     | 0–1          |
| Pyunik               | 1–9[A]      | Slovan Bratislava     | 1–4     | 0–5          |
| Dinamo Batumi        | 0–5[A]      | Jagiellonia Białystok | 0–1     | 0–4          |
| Videoton             | 5–3         | Balzan                | 2–0     | 3–3          |
| Red Star Belgrade    | 6–3         | Floriana              | 3–0     | 3–3          |
| UE Santa Coloma      | 0–6         | Osijek                | 0–2     | 0–4          |
| Tre Penne            | 0–7[A]      | Rabotnički            | 0–1     | 0–6          |
| Željezničar Sarajevo | 3–2         | Zeta                  | 1–0     | 2–2          |
| St Joseph's          | 0–10[A]     | AEL Limassol          | 0–4     | 0–6          |
| Valletta             | 3–0         | Folgore               | 2–0     | 1–0          |
| Zaria Bălți          | 3–3 (6–5 p) | Sarajevo              | 2–1     | 1–2 (s.h.p.) |
| Rangers              | 1–2         | Progrès Niederkorn    | 1–0     | 0–2          |
| AEK Larnaca          | 6–1         | Lincoln Red Imps      | 5–0     | 1–1          |
| Skënderbeu Korçë     | 6–0         | Sant Julià            | 1–0     | 5–0          |
| Ventspils            | 0–1         | Valur                 | 0–0     | 0–1          |
| Bala Town            | 1–5         | Vaduz                 | 1–2     | 0–3          |
| Domžale              | 5–2         | Flora Tallinn         | 2–0     | 3–2          |
| Midtjylland          | 10–2        | Derry City            | 6–1     | 4–1          |
| Haugesund            | 7–0         | Coleraine             | 7–0     | 0–0          |
| St Johnstone         | 1–3         | Trakai                | 1–2     | 0–1          |
| VPS                  | 2–0         | Olimpija Ljubljana    | 1–0     | 1–0          |
| Crusaders            | 3–3 (a)     | Liepāja               | 3–1     | 0–2          |
| Dinamo Minsk         | 4–1         | NSÍ Runavík           | 2–1     | 2–0          |
| Stjarnan             | 0–2         | Shamrock Rovers       | 0–1     | 0–1          |
| Odd                  | 5–0         | Ballymena United      | 3–0     | 2–0          |
| Connah's Quay Nomads | 1–3         | HJK                   | 1–0     | 0–3          |
| Nõmme Kalju          | 4–2         | B36 Tórshavn          | 2–1     | 2–1          |
| Ferencváros          | 3–0         | Jelgava               | 2–0     | 1–0          |
| IFK Norrköping       | 6–0         | Prishtina             | 5–0     | 1–0          |
| Shakhtyor Soligorsk  | 1–2         | Sūduva Marijampolė    | 0–0     | 1–2          |
| KR                   | 2–0[A]      | SJK                   | 0–0     | 2–0          |
| Levadia Tallinn      | 2–6         | Cork City             | 0–2     | 2–4          |
| Lyngby               | 4–0         | Bangor City           | 1–0     | 3–0          |
| KÍ                   | 0–5[A]      | AIK                   | 0–0     | 0–5          |

Chú thích
1. ^ a b c d e f Thứ tự sân nhà sân khách thay đổi sau bốc thăm.

### Vòng loại 2
Lượt đi diễn ra vào ngày 12 và 13 tháng 7, và còn lượt về diễn ra vào ngày 20 tháng 7 năm 2017.
| Đội 1                | TTS         | Đội 2                 | Lượt đi | Lượt về      |
| -------------------- | ----------- | --------------------- | ------- | ------------ |
| Beitar Jerusalem     | 1–5[B]      | Botev Plovdiv         | 1–1     | 0–4          |
| Apollon Limassol     | 5–1         | Zaria Bălți           | 3–0     | 2–1          |
| Rabotnički           | 1–4         | Dinamo Minsk          | 1–1     | 0–3          |
| Slovan Bratislava    | 1–3         | Lyngby                | 0–1     | 1–2          |
| Shamrock Rovers      | 2–5         | Mladá Boleslav        | 2–3     | 0–2          |
| Željezničar Sarajevo | 0–2         | AIK                   | 0–0     | 0–2          |
| Cork City            | 0–2[B]      | AEK Larnaca           | 0–1     | 0–1          |
| Kairat               | 1–3         | Skënderbeu Korçë      | 1–1     | 0–2          |
| Panionios            | 5–2         | Gorica                | 2–0     | 3–2          |
| Astra Giurgiu        | 3–1[B]      | Zira                  | 3–1     | 0–0          |
| Haugesund            | 3–4         | Lech Poznań           | 3–2     | 0–2          |
| Brøndby              | 3–2         | VPS                   | 2–0     | 1–2          |
| IFK Norrköping       | 3–3 (3–5 p) | Trakai                | 2–1     | 1–2 (s.h.p.) |
| Hajduk Split         | 3–1         | Levski Sofia          | 1–0     | 2–1          |
| Nõmme Kalju          | 1–4         | Videoton              | 0–3     | 1–1          |
| Maccabi Tel Aviv     | 5–1         | KR                    | 3–1     | 2–0          |
| Valletta             | 1–3         | Utrecht               | 0–0     | 1–3          |
| Ružomberok           | 2–1         | Brann                 | 0–1     | 2–0          |
| Liepāja              | 1–2         | Sūduva Marijampolė    | 0–2     | 1–0          |
| Gabala               | 3–1         | Jagiellonia Białystok | 1–1     | 2–0          |
| Progrès Niederkorn   | 1–3         | AEL Limassol          | 0–1     | 1–2          |
| Rheindorf Altach     | 4–1         | Dinamo Brest          | 1–1     | 3–0          |
| Östersund            | 3–1         | Galatasaray           | 2–0     | 1–1          |
| Inter Baku           | 2–4         | Fola Esch             | 1–0     | 1–4          |
| Vaduz                | 0–2         | Odd                   | 0–1     | 0–1          |
| Valur                | 3–5         | Domžale               | 1–2     | 2–3          |
| Irtysh Pavlodar      | 1–3         | Red Star Belgrade     | 1–1     | 0–2          |
| Aberdeen             | 3–1         | Široki Brijeg         | 1–1     | 2–0          |
| Ferencváros          | 3–7         | Midtjylland           | 2–4     | 1–3          |
| Sturm Graz           | 3–1         | Mladost Podgorica     | 0–1     | 3–0          |
| Shkëndija            | 4–2         | HJK                   | 3–1     | 1–1          |
| Trenčín              | 1–3         | Bnei Yehuda           | 1–1     | 0–2          |
| Osijek               | 3–2         | Luzern                | 2–0     | 1–2          |

Notes
1. ^ a b c Thứ tự sân nhà sân khách thay đổi sau bốc thăm.

### Vòng loại 3
Lượt đi diễn ra vào ngày 27 July, và còn lượt về diễn ra vào ngày 2 và 3 tháng 8 năm 2017.
| Đội 1              | TTS         | Đội 2                  | Lượt đi | Lượt về      |
| ------------------ | ----------- | ---------------------- | ------- | ------------ |
| PSV Eindhoven      | 0–2         | Osijek                 | 0–1     | 0–1          |
| Trakai             | 2–4         | Shkëndija              | 2–1     | 0–3          |
| Krasnodar          | 5–2         | Lyngby                 | 2–1     | 3–1          |
| Sturm Graz         | 2–3         | Fenerbahçe             | 1–2     | 1–1          |
| Panathinaikos      | 3–1         | Gabala                 | 1–0     | 2–1          |
| Mladá Boleslav     | 3–3 (2–4 p) | Skënderbeu Korçë       | 2–1     | 1–2 (s.h.p.) |
| Austria Wien       | 2–1         | AEL Limassol           | 0–0     | 2–1          |
| Dinamo Zagreb      | 2–1         | Odd                    | 2–1     | 0–0          |
| Dinamo București   | 1–4         | Athletic Bilbao        | 1–1     | 0–3          |
| Olimpik Donetsk    | 1–3         | PAOK                   | 1–1     | 0–2          |
| Arka Gdynia        | 4–4 (a)     | Midtjylland            | 3–2     | 1–2          |
| Östersund          | 3–1         | Fola Esch              | 1–0     | 2–1          |
| Bordeaux           | 2–2 (a)     | Videoton               | 2–1     | 0–1          |
| Maccabi Tel Aviv   | 2–0         | Panionios              | 1–0     | 1–0          |
| Utrecht            | 2–2 (a)     | Lech Poznań            | 0–0     | 2–2          |
| CS U Craiova       | 0–3         | Milan                  | 0–1     | 0–2          |
| Brøndby            | 0–2         | Hajduk Split           | 0–0     | 0–2          |
| Gent               | 2–4         | Rheindorf Altach       | 1–1     | 1–3          |
| Astra Giurgiu      | 0–1         | FC Oleksandriya        | 0–0     | 0–1          |
| Everton            | 2–0         | Ružomberok             | 1–0     | 1–0          |
| Aberdeen           | 2–3         | Apollon Limassol       | 2–1     | 0–2          |
| Red Star Belgrade  | 3–0         | Sparta Prague          | 2–0     | 1–0          |
| Botev Plovdiv      | 0–2         | Marítimo               | 0–0     | 0–2          |
| Bnei Yehuda        | 1–2[C]      | Zenit Saint Petersburg | 0–2     | 1–0          |
| Marseille          | 4–2         | Oostende               | 4–2     | 0–0          |
| SC Freiburg        | 1–2         | Domžale                | 1–0     | 0–2          |
| AEK Larnaca        | 3–1         | Dinamo Minsk           | 2–0     | 1–1          |
| AIK                | 2–3         | Braga                  | 1–1     | 1–2 (s.h.p.) |
| Sūduva Marijampolė | 4–1         | Sion                   | 3–0     | 1–1          |

Ghi chú
1. ^ Thứ tự sân nhà sân khách thay đổi sau bốc thăm.

### Play-off
Lượt đi diễn ra vào ngày 16 và 17 tháng 8, và còn lượt về diễn ra vào ngày 24 tháng 8 năm 2017.
| Đội 1              | TTS        | Đội 2                  | Lượt đi | Lượt về      |
| ------------------ | ---------- | ---------------------- | ------- | ------------ |
| Milan              | 7–0[D]     | Shkëndija              | 6–0     | 1–0          |
| Osijek             | 2–2 (a)    | Austria Wien           | 1–2     | 1–0          |
| Krasnodar          | 4–4 (a)[D] | Red Star Belgrade      | 3–2     | 1–2          |
| Club Brugge        | 0–3        | AEK Athens             | 0–0     | 0–3          |
| Marítimo           | 1–3        | Dynamo Kyiv            | 0–0     | 1–3          |
| Panathinaikos      | 2–4        | Athletic Bilbao        | 2–3     | 0–1          |
| Apollon Limassol   | 4–3        | Midtjylland            | 3–2     | 1–1          |
| FH                 | 3–5        | Braga                  | 1–2     | 2–3          |
| Everton            | 3–1        | Hajduk Split           | 2–0     | 1–1          |
| Viitorul Constanța | 1–7        | Red Bull Salzburg      | 1–3     | 0–4          |
| Vardar             | 4–1        | Fenerbahçe             | 2–0     | 2–1          |
| Ajax               | 2–4        | Rosenborg              | 0–1     | 2–3          |
| Rheindorf Altach   | 2–3        | Maccabi Tel Aviv       | 0–1     | 2–2          |
| BATE Borisov       | 3–2        | FC Oleksandriya        | 1–1     | 2–1          |
| Dinamo Zagreb      | 1–1 (a)    | Skënderbeu Korçë       | 1–1     | 0–0          |
| Ludogorets Razgrad | 2–0        | Sūduva Marijampolė     | 2–0     | 0–0          |
| Domžale            | 1–4        | Marseille              | 1–1     | 0–3          |
| Partizan           | 4–0        | Videoton               | 0–0     | 4–0          |
| Utrecht            | 1–2        | Zenit Saint Petersburg | 1–0     | 0–2 (a.e.t.) |
| Legia Warsaw       | 1–1 (a)    | Sheriff Tiraspol       | 1–1     | 0–0          |
| Viktoria Plzeň     | 3–1        | AEK Larnaca            | 3–1     | 0–0          |
| PAOK               | 3–3 (a)    | Östersund              | 3–1     | 0–2          |

Ghi chú
1. ^ a b Thứ tự sân nhà sân khách thay đổi sau bốc thăm.

## Vòng bảng
The draw for the group stage was held on ngày 25 tháng 8 năm 2017, 13:00 CEST, at the Grimaldi Forum in Monaco. The 48 teams were drawn into twelve groups of four, with the restriction that teams from the same association cannot be drawn against each other. For the draw, the teams were seeded into four pots based on their 2017 UEFA club coefficients.
In each group, teams played against each other home-and-away in a round-robin format. The group winners and runners-up advanced to the round of 32, where they were joined by the eight third-placed teams of the 2017–18 UEFA Champions League group stage. The matchdays were 14 September, 28 September, 19 October, 2 November, 23 November, and ngày 7 tháng 12 năm 2017.
A total of 29 national associations were represented in the group stage. Arsenal, Atalanta, Fastav Zlín, 1899 Hoffenheim, İstanbul Başakşehir, 1. FC Köln, Lugano, Milan, Östersund, Real Sociedad, Red Star Belgrade, Vardar và Vitesse made their debut appearances in the UEFA Europa League group stage (although Milan and Red Star Belgrade had appeared in the UEFA Cup group stage). Vardar were the first team from Macedonia to play in either the Champions League or Europa League group stage.
| Tiêu chí xếp hạng |
| --- |
| Các đội được xếp hạng theo điểm (thắng 3 điểm, hòa 1 điểm, thua 0 điểm). Nếu hai hoặc nhiều đội có cùng điểm khi kết thúc trận đấu của bảng, các tiêu chí sau được áp dụng theo thứ tự xác định xếp hạng (quy định Điều 16.01): 1. Số điểm cao hơn có được trong các trận đấu giữa các đội trong số các đội được đề cập; 2. Cao hơn sự khác biệt mục tiêu từ các trận đấu nhóm chơi giữa các đội đang đề cập; 3. Số bàn thắng ghi được nhiều hơn trong các trận đấu giữa các đội đang được bàn đến; 4. Số bàn thắng ghi được nhiều hơn từ sân nhà trong các trận đấu giữa các đội được chơi trong số các đội được hỏi; 5. Nếu sau khi áp dụng các tiêu chí từ 1 đến 4, các đội vẫn có xếp hạng ngang nhau, các tiêu chí từ 1 đến 4 chỉ được sử dụng lại cho các trận đấu giữa các đội trong câu hỏi để xác định thứ hạng cuối cùng của họ. Nếu thủ tục này không dẫn đến quyết định, áp dụng các tiêu chí từ 6 đến 12; 6. Cao hơn mục tiêu khác biệt trong tất cả các trận đấu nhóm; 7. Số bàn thắng ghi được trong tất cả các trận đấu của nhóm; 8. Số bàn thắng ghi được trong tất cả các trận đấu của nhóm; 9. Số lần thắng trong tất cả các trận đấu nhóm; 10. Số trận thắng nhiều hơn trong tất cả các trận đấu nhóm; 11. Điểm thấp hơn tổng số chỉ dựa trên thẻ vàng và đỏ nhận được trong tất cả các trận đấu nhóm (thẻ đỏ = 3 điểm, vàng = 1 điểm, đuổi 2 thẻ vàng trong một trận = 3 điểm); 12. Hệ số câu lạc bộ cao hơn. |

### Bảng A
| VT | Đội              | ST | T | H | B | BT | BB | HS | Đ  | Giành quyền tham dự                 |     | VIL | AST | SLP | MTA |
| -- | ---------------- | -- | - | - | - | -- | -- | -- | -- | ----------------------------------- | --- | --- | --- | --- | --- |
| 1  | Villarreal       | 6  | 3 | 2 | 1 | 10 | 6  | +4 | 11 | Đi tiếp vào vòng đấu loại trực tiếp |     | —   | 3–1 | 2–2 | 0–1 |
| 2  | Astana           | 6  | 3 | 1 | 2 | 10 | 7  | +3 | 10 | Đi tiếp vào vòng đấu loại trực tiếp |     | 2–3 | —   | 1–1 | 4–0 |
| 3  | Slavia Prague    | 6  | 2 | 2 | 2 | 6  | 6  | 0  | 8  |                                     |     | 0–2 | 0–1 | —   | 1–0 |
| 4  | Maccabi Tel Aviv | 6  | 1 | 1 | 4 | 1  | 8  | −7 | 4  |                                     | 0–0 | 0–1 | 0–2 | —   |     |

### Bảng B
| VT | Đội              | ST | T | H | B | BT | BB | HS | Đ  | Giành quyền tham dự                 |     | DKV | PAR | YB  | SKE |
| -- | ---------------- | -- | - | - | - | -- | -- | -- | -- | ----------------------------------- | --- | --- | --- | --- | --- |
| 1  | Dynamo Kyiv      | 6  | 4 | 1 | 1 | 15 | 9  | +6 | 13 | Đi tiếp vào vòng đấu loại trực tiếp |     | —   | 4–1 | 2–2 | 3–1 |
| 2  | Partizan         | 6  | 2 | 2 | 2 | 8  | 9  | −1 | 8  | Đi tiếp vào vòng đấu loại trực tiếp |     | 2–3 | —   | 2–1 | 2–0 |
| 3  | Young Boys       | 6  | 1 | 3 | 2 | 7  | 8  | −1 | 6  |                                     |     | 0–1 | 1–1 | —   | 2–1 |
| 4  | Skënderbeu Korçë | 6  | 1 | 2 | 3 | 6  | 10 | −4 | 5  |                                     | 3–2 | 0–0 | 1–1 | —   |     |

### Bảng C
| VT | Đội                 | ST | T | H | B | BT | BB | HS | Đ  | Giành quyền tham dự                 |     | BRA | LUD | IBS | HOF |
| -- | ------------------- | -- | - | - | - | -- | -- | -- | -- | ----------------------------------- | --- | --- | --- | --- | --- |
| 1  | Braga               | 6  | 3 | 1 | 2 | 9  | 8  | +1 | 10 | Đi tiếp vào vòng đấu loại trực tiếp |     | —   | 0–2 | 2–1 | 3–1 |
| 2  | Ludogorets Razgrad  | 6  | 2 | 3 | 1 | 7  | 5  | +2 | 9  | Đi tiếp vào vòng đấu loại trực tiếp |     | 1–1 | —   | 1–2 | 2–1 |
| 3  | İstanbul Başakşehir | 6  | 2 | 2 | 2 | 7  | 8  | −1 | 8  |                                     |     | 2–1 | 0–0 | —   | 1–1 |
| 4  | 1899 Hoffenheim     | 6  | 1 | 2 | 3 | 8  | 10 | −2 | 5  |                                     | 1–2 | 1–1 | 3–1 | —   |     |

### Bảng D
| VT | Đội          | ST | T | H | B | BT | BB | HS | Đ  | Giành quyền tham dự                 |     | MIL | AEK | RJK | AW  |
| -- | ------------ | -- | - | - | - | -- | -- | -- | -- | ----------------------------------- | --- | --- | --- | --- | --- |
| 1  | Milan        | 6  | 3 | 2 | 1 | 13 | 6  | +7 | 11 | Đi tiếp vào vòng đấu loại trực tiếp |     | —   | 0–0 | 3–2 | 5–1 |
| 2  | AEK Athens   | 6  | 1 | 5 | 0 | 6  | 5  | +1 | 8  | Đi tiếp vào vòng đấu loại trực tiếp |     | 0–0 | —   | 2–2 | 2–2 |
| 3  | Rijeka       | 6  | 2 | 1 | 3 | 11 | 12 | −1 | 7  |                                     |     | 2–0 | 1–2 | —   | 1–4 |
| 4  | Austria Wien | 6  | 1 | 2 | 3 | 9  | 16 | −7 | 5  |                                     | 1–5 | 0–0 | 1–3 | —   |     |

### Bảng E
| VT | Đội              | ST | T | H | B | BT | BB | HS  | Đ  | Giành quyền tham dự                 |     | ATA | LYO | EVE | APL |
| -- | ---------------- | -- | - | - | - | -- | -- | --- | -- | ----------------------------------- | --- | --- | --- | --- | --- |
| 1  | Atalanta         | 6  | 4 | 2 | 0 | 14 | 4  | +10 | 14 | Đi tiếp vào vòng đấu loại trực tiếp |     | —   | 1–0 | 3–0 | 3–1 |
| 2  | Lyon             | 6  | 3 | 2 | 1 | 11 | 4  | +7  | 11 | Đi tiếp vào vòng đấu loại trực tiếp |     | 1–1 | —   | 3–0 | 4–0 |
| 3  | Everton          | 6  | 1 | 1 | 4 | 7  | 15 | −8  | 4  |                                     |     | 1–5 | 1–2 | —   | 2–2 |
| 4  | Apollon Limassol | 6  | 0 | 3 | 3 | 5  | 14 | −9  | 3  |                                     | 1–1 | 1–1 | 0–3 | —   |     |

### Bảng F
| VT | Đội              | ST | T | H | B | BT | BB | HS | Đ  | Giành quyền tham dự                 |     | LOM | KOB | SHE | ZLI |
| -- | ---------------- | -- | - | - | - | -- | -- | -- | -- | ----------------------------------- | --- | --- | --- | --- | --- |
| 1  | Lokomotiv Moscow | 6  | 3 | 2 | 1 | 9  | 4  | +5 | 11 | Đi tiếp vào vòng đấu loại trực tiếp |     | —   | 2–1 | 1–2 | 3–0 |
| 2  | Copenhagen       | 6  | 2 | 3 | 1 | 7  | 3  | +4 | 9  | Đi tiếp vào vòng đấu loại trực tiếp |     | 0–0 | —   | 2–0 | 3–0 |
| 3  | Sheriff Tiraspol | 6  | 2 | 3 | 1 | 4  | 4  | 0  | 9  |                                     |     | 1–1 | 0–0 | —   | 1–0 |
| 4  | Fastav Zlín      | 6  | 0 | 2 | 4 | 1  | 10 | −9 | 2  |                                     | 0–2 | 1–1 | 0–0 | —   |     |

1. 1 2  Đối đầu: Sheriff Tiraspol 0–0 Copenhagen, Copenhagen 2–0 Sheriff Tiraspol.

### Bảng G
| VT | Đội                | ST | T | H | B | BT | BB | HS | Đ  | Giành quyền tham dự                 |     | PLZ | FCSB | LUG | HBS |
| -- | ------------------ | -- | - | - | - | -- | -- | -- | -- | ----------------------------------- | --- | --- | ---- | --- | --- |
| 1  | Viktoria Plzeň     | 6  | 4 | 0 | 2 | 13 | 8  | +5 | 12 | Đi tiếp vào vòng đấu loại trực tiếp |     | —   | 2–0  | 4–1 | 3–1 |
| 2  | FCSB               | 6  | 3 | 1 | 2 | 9  | 7  | +2 | 10 | Đi tiếp vào vòng đấu loại trực tiếp |     | 3–0 | —    | 1–2 | 1–1 |
| 3  | Lugano             | 6  | 3 | 0 | 3 | 9  | 11 | −2 | 9  |                                     |     | 3–2 | 1–2  | —   | 1–0 |
| 4  | Hapoel Be'er Sheva | 6  | 1 | 1 | 4 | 5  | 10 | −5 | 4  |                                     | 0–2 | 1–2 | 2–1  | —   |     |

### Bảng H
| VT | Đội            | ST | T | H | B | BT | BB | HS  | Đ  | Giành quyền tham dự                 |     | ARS | ZVE | KLN | BATE |
| -- | -------------- | -- | - | - | - | -- | -- | --- | -- | ----------------------------------- | --- | --- | --- | --- | ---- |
| 1  | Arsenal        | 6  | 4 | 1 | 1 | 14 | 4  | +10 | 13 | Đi tiếp vào vòng đấu loại trực tiếp |     | —   | 0–0 | 3–1 | 6–0  |
| 2  | Sao Đỏ Beograd | 6  | 2 | 3 | 1 | 3  | 2  | +1  | 9  | Đi tiếp vào vòng đấu loại trực tiếp |     | 0–1 | —   | 1–0 | 1–1  |
| 3  | 1. FC Köln     | 6  | 2 | 0 | 4 | 7  | 8  | −1  | 6  |                                     |     | 1–0 | 0–1 | —   | 5–2  |
| 4  | BATE Borisov   | 6  | 1 | 2 | 3 | 6  | 16 | −10 | 5  |                                     | 2–4 | 0–0 | 1–0 | —   |      |

### Bảng I
| VT | Đội                  | ST | T | H | B | BT | BB | HS | Đ  | Giành quyền tham dự                 |     | SAL | MAR | KON | VSC |
| -- | -------------------- | -- | - | - | - | -- | -- | -- | -- | ----------------------------------- | --- | --- | --- | --- | --- |
| 1  | Red Bull Salzburg    | 6  | 3 | 3 | 0 | 7  | 1  | +6 | 12 | Đi tiếp vào vòng đấu loại trực tiếp |     | —   | 1–0 | 0–0 | 3–0 |
| 2  | Marseille            | 6  | 2 | 2 | 2 | 4  | 4  | 0  | 8  | Đi tiếp vào vòng đấu loại trực tiếp |     | 0–0 | —   | 1–0 | 2–1 |
| 3  | Konyaspor            | 6  | 1 | 3 | 2 | 4  | 6  | −2 | 6  |                                     |     | 0–2 | 1–1 | —   | 2–1 |
| 4  | Vitória de Guimarães | 6  | 1 | 2 | 3 | 5  | 9  | −4 | 5  |                                     | 1–1 | 1–0 | 1–1 | —   |     |

### Bảng J
| VT | Đội             | ST | T | H | B | BT | BB | HS | Đ  | Giành quyền tham dự                 |     | ATH | OST | ZOR | HRT |
| -- | --------------- | -- | - | - | - | -- | -- | -- | -- | ----------------------------------- | --- | --- | --- | --- | --- |
| 1  | Athletic Bilbao | 6  | 3 | 2 | 1 | 8  | 5  | +3 | 11 | Đi tiếp vào vòng đấu loại trực tiếp |     | —   | 1–0 | 0–1 | 3–2 |
| 2  | Östersund       | 6  | 3 | 2 | 1 | 8  | 4  | +4 | 11 | Đi tiếp vào vòng đấu loại trực tiếp |     | 2–2 | —   | 2–0 | 1–0 |
| 3  | Zorya Luhansk   | 6  | 2 | 0 | 4 | 3  | 9  | −6 | 6  |                                     |     | 0–2 | 0–2 | —   | 2–1 |
| 4  | Hertha BSC      | 6  | 1 | 2 | 3 | 6  | 7  | −1 | 5  |                                     | 0–0 | 1–1 | 2–0 | —   |     |

1. 1 2  Đối đầu: Östersund 2–2 Athletic Bilbao, Athletic Bilbao 1–0 Östersund.

### Bảng K
| VT | Đội           | ST | T | H | B | BT | BB | HS | Đ  | Giành quyền tham dự                 |     | LAZ | NCE | ZUL | VIT |
| -- | ------------- | -- | - | - | - | -- | -- | -- | -- | ----------------------------------- | --- | --- | --- | --- | --- |
| 1  | Lazio         | 6  | 4 | 1 | 1 | 12 | 7  | +5 | 13 | Đi tiếp vào vòng đấu loại trực tiếp |     | —   | 1–0 | 2–0 | 1–1 |
| 2  | Nice          | 6  | 3 | 0 | 3 | 12 | 7  | +5 | 9  | Đi tiếp vào vòng đấu loại trực tiếp |     | 1–3 | —   | 3–1 | 3–0 |
| 3  | Zulte Waregem | 6  | 2 | 1 | 3 | 8  | 13 | −5 | 7  |                                     |     | 3–2 | 1–5 | —   | 1–1 |
| 4  | Vitesse       | 6  | 1 | 2 | 3 | 5  | 10 | −5 | 5  |                                     | 2–3 | 1–0 | 0–2 | —   |     |

### Bảng L
| VT | Đội                   | ST | T | H | B | BT | BB | HS  | Đ  | Giành quyền tham dự                 |     | ZEN | RS  | ROS | VRD |
| -- | --------------------- | -- | - | - | - | -- | -- | --- | -- | ----------------------------------- | --- | --- | --- | --- | --- |
| 1  | Zenit Sankt Peterburg | 6  | 5 | 1 | 0 | 17 | 5  | +12 | 16 | Đi tiếp vào vòng đấu loại trực tiếp |     | —   | 3–1 | 3–1 | 2–1 |
| 2  | Real Sociedad         | 6  | 4 | 0 | 2 | 16 | 6  | +10 | 12 | Đi tiếp vào vòng đấu loại trực tiếp |     | 1–3 | —   | 4–0 | 3–0 |
| 3  | Rosenborg             | 6  | 1 | 2 | 3 | 6  | 11 | −5  | 5  |                                     |     | 1–1 | 0–1 | —   | 3–1 |
| 4  | Vardar                | 6  | 0 | 1 | 5 | 3  | 20 | −17 | 1  |                                     | 0–5 | 0–6 | 1–1 | —   |     |

## Vòng đấu loại trực tiếp

### Bảng đấu
| Vòng 32 đội            | Vòng 32 đội | Vòng 32 đội | Vòng 32 đội |  |                        | Vòng 16 đội          | Vòng 16 đội | Vòng 16 đội | Vòng 16 đội |  |  | Tứ kết            | Tứ kết | Tứ kết | Tứ kết |  |  | Bán kết                       | Bán kết                       | Bán kết                       | Bán kết                       |  |  |
|                        |             |             |             |  |                        |                      |             |             |             |  |  |                   |        |        |        |  |  |                               |                               |                               |                               |  |  |
| Napoli                 | 1           | 2           | 3           |  |                        |                      |             |             |             |  |  |                   |        |        |        |  |  |                               |                               |                               |                               |  |  |
| RB Leipzig (a)         | 3           | 0           | 3           |  |                        | RB Leipzig           | 2           | 1           | 3           |  |  |                   |        |        |        |  |  |                               |                               |                               |                               |  |  |
| Celtic                 | 1           | 0           | 1           |  | Zenit Saint Petersburg | 1                    | 1           | 2           |             |  |  |                   |        |        |        |  |  |                               |                               |                               |                               |  |  |
| Zenit Saint Petersburg | 0           | 3           | 3           |  |                        |                      |             |             |             |  |  | RB Leipzig        | 1      | 2      | 3      |  |  |                               |                               |                               |                               |  |  |
| Marseille              | 3           | 0           | 3           |  |                        |                      |             |             |             |  |  | Marseille         | 0      | 5      | 5      |  |  |                               |                               |                               |                               |  |  |
| Braga                  | 0           | 1           | 1           |  |                        | Marseille            | 3           | 2           | 5           |  |  |                   |        |        |        |  |  |                               |                               |                               |                               |  |  |
| Spartak Moscow         | 1           | 2           | 3           |  | Athletic Bilbao        | 1                    | 1           | 2           |             |  |  |                   |        |        |        |  |  |                               |                               |                               |                               |  |  |
| Athletic Bilbao        | 3           | 1           | 4           |  |                        |                      |             |             |             |  |  |                   |        |        |        |  |  | Marseille (s.h.p.)            | 2                             | 1                             | 3                             |  |  |
| FCSB                   | 1           | 1           | 2           |  |                        |                      |             |             |             |  |  |                   |        |        |        |  |  | Red Bull Salzburg             | 0                             | 2                             | 2                             |  |  |
| Lazio                  | 0           | 5           | 5           |  |                        | Lazio                | 2           | 2           | 4           |  |  |                   |        |        |        |  |  |                               |                               |                               |                               |  |  |
| AEK Athens             | 1           | 0           | 1           |  | Dynamo Kyiv            | 2                    | 0           | 2           |             |  |  |                   |        |        |        |  |  |                               |                               |                               |                               |  |  |
| Dynamo Kyiv (a)        | 1           | 0           | 1           |  |                        |                      |             |             |             |  |  | Lazio             | 4      | 1      | 5      |  |  |                               |                               |                               |                               |  |  |
| Borussia Dortmund      | 3           | 1           | 4           |  |                        |                      |             |             |             |  |  | Red Bull Salzburg | 2      | 4      | 6      |  |  | Chung kết (16 tháng 5 – Lyon) | Chung kết (16 tháng 5 – Lyon) | Chung kết (16 tháng 5 – Lyon) | Chung kết (16 tháng 5 – Lyon) |  |  |
| Atalanta               | 2           | 1           | 3           |  |                        | Borussia Dortmund    | 1           | 0           | 1           |  |  |                   |        |        |        |  |  | Chung kết (16 tháng 5 – Lyon) | Chung kết (16 tháng 5 – Lyon) | Chung kết (16 tháng 5 – Lyon) | Chung kết (16 tháng 5 – Lyon) |  |  |
| Real Sociedad          | 2           | 1           | 3           |  | Red Bull Salzburg      | 2                    | 0           | 2           |             |  |  |                   |        |        |        |  |  |                               |                               |                               |                               |  |  |
| Red Bull Salzburg      | 2           | 2           | 4           |  |                        |                      |             |             |             |  |  |                   |        |        |        |  |  | Marseille                     | Marseille                     | Marseille                     | 0                             |  |  |
| Ludogorets Razgrad     | 0           | 0           | 0           |  |                        |                      |             |             |             |  |  |                   |        |        |        |  |  | Atlético Madrid               | Atlético Madrid               | Atlético Madrid               | 3                             |  |  |
| Milan                  | 3           | 1           | 4           |  |                        | Milan                | 0           | 1           | 1           |  |  |                   |        |        |        |  |  |                               |                               |                               |                               |  |  |
| Östersund              | 0           | 2           | 2           |  | Arsenal                | 2                    | 3           | 5           |             |  |  |                   |        |        |        |  |  |                               |                               |                               |                               |  |  |
| Arsenal                | 3           | 1           | 4           |  |                        |                      |             |             |             |  |  | Arsenal           | 4      | 2      | 6      |  |  |                               |                               |                               |                               |  |  |
| Red Star Belgrade      | 0           | 0           | 0           |  |                        |                      |             |             |             |  |  | CSKA Moscow       | 1      | 2      | 3      |  |  |                               |                               |                               |                               |  |  |
| CSKA Moscow            | 0           | 1           | 1           |  |                        | CSKA Moscow (a)      | 0           | 3           | 3           |  |  |                   |        |        |        |  |  |                               |                               |                               |                               |  |  |
| Lyon                   | 3           | 1           | 4           |  | Lyon                   | 1                    | 2           | 3           |             |  |  |                   |        |        |        |  |  |                               |                               |                               |                               |  |  |
| Villarreal             | 1           | 0           | 1           |  |                        |                      |             |             |             |  |  |                   |        |        |        |  |  | Arsenal                       | 1                             | 0                             | 1                             |  |  |
| Copenhagen             | 1           | 0           | 1           |  |                        |                      |             |             |             |  |  |                   |        |        |        |  |  | Atlético Madrid               | 1                             | 1                             | 2                             |  |  |
| Atlético Madrid        | 4           | 1           | 5           |  |                        | Atlético Madrid      | 3           | 5           | 8           |  |  |                   |        |        |        |  |  |                               |                               |                               |                               |  |  |
| Nice                   | 2           | 0           | 2           |  | Lokomotiv Moscow       | 0                    | 1           | 1           |             |  |  |                   |        |        |        |  |  |                               |                               |                               |                               |  |  |
| Lokomotiv Moscow       | 3           | 1           | 4           |  |                        |                      |             |             |             |  |  | Atlético Madrid   | 2      | 0      | 2      |  |  |                               |                               |                               |                               |  |  |
| Astana                 | 1           | 3           | 4           |  |                        |                      |             |             |             |  |  | Sporting CP       | 0      | 1      | 1      |  |  |                               |                               |                               |                               |  |  |
| Sporting CP            | 3           | 3           | 6           |  |                        | Sporting CP (s.h.p.) | 2           | 1           | 3           |  |  |                   |        |        |        |  |  |                               |                               |                               |                               |  |  |
| Partizan               | 1           | 0           | 1           |  | Viktoria Plzeň         | 0                    | 2           | 2           |             |  |  |                   |        |        |        |  |  |                               |                               |                               |                               |  |  |
| Viktoria Plzeň         | 1           | 2           | 3           |  |                        |                      |             |             |             |  |  |                   |        |        |        |  |  |                               |                               |                               |                               |  |  |

### Vòng 32 đội
Lễ bốc thăm vòng 32 đội được tổ chức vào ngày 11 tháng 12 năm 2017, 13:00 CET.
Lượt đi được diễn ra vào ngày 13 và 15 tháng 2, và lượt về được diễn ra vào ngày 21 và 22 tháng 2 năm 2018.
| Đội 1              | TTS     | Đội 2                  | Lượt đi | Lượt về |
| ------------------ | ------- | ---------------------- | ------- | ------- |
| Borussia Dortmund  | 4–3     | Atalanta               | 3–2     | 1–1     |
| Nice               | 2–4     | Lokomotiv Moscow       | 2–3     | 0–1     |
| Copenhagen         | 1–5     | Atlético Madrid        | 1–4     | 0–1     |
| Spartak Moscow     | 3–4     | Athletic Bilbao        | 1–3     | 2–1     |
| AEK Athens         | 1–1 (a) | Dynamo Kyiv            | 1–1     | 0–0     |
| Celtic             | 1–3     | Zenit Saint Petersburg | 1–0     | 0–3     |
| Napoli             | 3–3 (a) | RB Leipzig             | 1–3     | 2–0     |
| Red Star Belgrade  | 0–1     | CSKA Moscow            | 0–0     | 0–1     |
| Lyon               | 4–1     | Villarreal             | 3–1     | 1–0     |
| Real Sociedad      | 3–4     | Red Bull Salzburg      | 2–2     | 1–2     |
| Partizan           | 1–3     | Viktoria Plzeň         | 1–1     | 0–2     |
| FCSB               | 2–5     | Lazio                  | 1–0     | 1–5     |
| Ludogorets Razgrad | 0–4     | Milan                  | 0–3     | 0–1     |
| Astana             | 4–6     | Sporting CP            | 1–3     | 3–3     |
| Östersund          | 2–4     | Arsenal                | 0–3     | 2–1     |
| Marseille          | 3–1     | Braga                  | 3–0     | 0–1     |

### Vòng 16 đội
Lễ bốc thăm vòng 16 đội được tổ chức vào ngày 23 tháng 2 năm 2018, lúc 13:00 CET.
Lượt đi được diễn ra vào ngày 8 tháng 3, và lượt về được diễn ra vào ngày 15 tháng 3 năm 2018.
| Đội 1             | TTS     | Đội 2                  | Lượt đi | Lượt về      |
| ----------------- | ------- | ---------------------- | ------- | ------------ |
| Lazio             | 4–2     | Dynamo Kyiv            | 2–2     | 2–0          |
| RB Leipzig        | 3–2     | Zenit Saint Petersburg | 2–1     | 1–1          |
| Atlético Madrid   | 8–1     | Lokomotiv Moscow       | 3–0     | 5–1          |
| CSKA Moscow       | 3–3 (a) | Lyon                   | 0–1     | 3–2          |
| Marseille         | 5–2     | Athletic Bilbao        | 3–1     | 2–1          |
| Sporting CP       | 3–2     | Viktoria Plzeň         | 2–0     | 1–2 (s.h.p.) |
| Borussia Dortmund | 1–2     | Red Bull Salzburg      | 1–2     | 0–0          |
| Milan             | 1–5     | Arsenal                | 0–2     | 1–3          |

### Tứ kết
Lễ bốc thăm vòng tứ kết được tổ chức vào ngày 16 tháng 3 năm 2018, lúc 13:00 CET.
Lần đầu tiên kể từ Cúp UEFA 2004-05, cả tám đội ở vòng đấu này đại diện cho 8 quốc gia liên đoàn khác nhau
Lượt đi được diễn ra vào ngày 5 tháng 4, và lượt về được diễn ra vào ngày 12 tháng 4 năm 2018.
| Đội 1           | TTS | Đội 2             | Lượt đi | Lượt về |
| --------------- | --- | ----------------- | ------- | ------- |
| RB Leipzig      | 3–5 | Marseille         | 1–0     | 2–5     |
| Arsenal         | 6–3 | CSKA Moscow       | 4–1     | 2–2     |
| Atlético Madrid | 2–1 | Sporting CP       | 2–0     | 0–1     |
| Lazio           | 5–6 | Red Bull Salzburg | 4–2     | 1–4     |

### Bán kết
Lễ bốc thăm vòng bán kết được tổ chức vào ngày 12 tháng 4 năm 2018, lúc 12:00 CEST.
Lượt đi được diễn ra vào ngày 26 tháng 4, và lượt về được diễn ra vào ngày 3 tháng 5 năm 2018.
| Đội 1     | TTS | Đội 2             | Lượt đi | Lượt về      |
| --------- | --- | ----------------- | ------- | ------------ |
| Marseille | 3–2 | Red Bull Salzburg | 2–0     | 1–2 (s.h.p.) |
| Arsenal   | 1–2 | Atlético Madrid   | 1–1     | 0–1          |

### Chung kết
Trận chung kết được diễn ra tại Sân vận động Parc Olympique Lyonnais ở Décines-Charpieu vào ngày 16 tháng 5 năm 2018. Đội "chủ nhà" (vì mục đích hành chính) được xác định bằng một lượt bốc thăm bổ sung diễn ra sau lễ bốc thăm vòng bán kết.
| Marseille | 0–3      | Atlético Madrid                 |
| --------- | -------- | ------------------------------- |
|           | Chi tiết | - Griezmann 21', 49' - Gabi 89' |

## Thống kê
Thống kê này không tính các trận vòng loại và play-off.

### Các cầu thủ ghi bàn hàng đầu
| Hạng | Cầu thủ           | Đội                    | Số bàn thắng | Số phút đã chơi |
| ---- | ----------------- | ---------------------- | ------------ | --------------- |
| 1    | Ciro Immobile     | Lazio                  | 8            | 582             |
| 1    | Aritz Aduriz      | Athletic Bilbao        | 8            | 801             |
| 3    | Júnior Moraes     | Dynamo Kyiv            | 7            | 742             |
| 4    | Mario Balotelli   | Nice                   | 6            | 528             |
| 4    | Antoine Griezmann | Atlético Madrid        | 6            | 631             |
| 4    | Aleksandr Kokorin | Zenit Saint Petersburg | 6            | 698             |
| 4    | André Silva       | Milan                  | 6            | 722             |
| 4    | Emiliano Rigoni   | Zenit Saint Petersburg | 6            | 775             |
| 4    | Manuel Fernandes  | Lokomotiv Moscow       | 6            | 900             |
| 10   | Harlem Gnohéré    | FCSB                   | 5            | 344             |
| 10   | Willian José      | Real Sociedad          | 5            | 384             |
| 10   | Patrick Twumasi   | Astana                 | 5            | 717             |
| 10   | Valon Berisha     | Red Bull Salzburg      | 5            | 1138            |
| 10   | Moanes Dabour     | Red Bull Salzburg      | 5            | 1286            |

Nguồn:

### Các cầu thủ kiến tạo hàng đầu
| Hạng | Cầu thủ            | Đội               | Số pha kiến tạo | Số phút đã chơi |
| ---- | ------------------ | ----------------- | --------------- | --------------- |
| 1    | Dimitri Payet      | Marseille         | 7               | 811             |
| 2    | Sergio Canales     | Real Sociedad     | 6               | 557             |
| 3    | Luis Alberto       | Lazio             | 5               | 644             |
| 3    | Stefan Lainer      | Red Bull Salzburg | 5               | 1290            |
| 5    | Theo Walcott       | Arsenal           | 4               | 424             |
| 5    | Xabi Prieto        | Real Sociedad     | 4               | 483             |
| 5    | Raphael Holzhauser | Austria Wien      | 4               | 536             |
| 5    | Bruno Fernandes    | Sporting CP       | 4               | 567             |
| 5    | Mesut Özil         | Arsenal           | 4               | 609             |
| 5    | Hakan Çalhanoğlu   | Milan             | 4               | 613             |
| 5    | Aleksei Miranchuk  | Lokomotiv Moscow  | 4               | 784             |

Nguồn:

### Đội hình xuất sắc nhất mùa giải
Nhóm nghiên cứu chiến thuật của UEFA lựa chọn 18 cầu thủ vào danh sách đội hình xuất sắc nhất giải đấu.
| Vị trí | Cầu thủ           | Đội               |
| ------ | ----------------- | ----------------- |
| TM     | Jan Oblak         | Atlético Madrid   |
| TM     | Rui Patrício      | Sporting CP       |
| HV     | Leonardo Bonucci  | Milan             |
| HV     | Diego Godín       | Atlético Madrid   |
| HV     | Stefan Lainer     | Red Bull Salzburg |
| HV     | Luiz Gustavo      | Marseille         |
| HV     | Bouna Sarr        | Marseille         |
| TV     | Bruno Fernandes   | Sporting CP       |
| TV     | Naby Keïta        | RB Leipzig        |
| TV     | Koke              | Atlético Madrid   |
| TV     | Saúl Ñíguez       | Atlético Madrid   |
| TV     | Gabi              | Atlético Madrid   |
| TV     | Diadie Samassékou | Red Bull Salzburg |
| TĐ     | Gelson Martins    | Sporting CP       |
| TĐ     | Antoine Griezmann | Atlético Madrid   |
| TĐ     | Ciro Immobile     | Lazio             |
| TĐ     | Dimitri Payet     | Marseille         |
| TĐ     | Timo Werner       | RB Leipzig        |